# Indianópolis (Barra do Garças)
Indianópolis é um distrito do município brasileiro de Barra do Garças, no interior do estado de Mato Grosso. Segundo o censo demográfico de 2022, realizado pelo Instituto Brasileiro de Geografia e Estatística (IBGE), sua população era de 1 319 habitantes e havia 431 domicílios particulares permanentes ocupados. Teve sua criação aprovada pela Câmara Municipal de Barra do Garças mediante a Resolução nº 9 de 17 de junho de 1985.
De acordo com o IBGE, em 2010 a população era de 1 247 habitantes e havia 458 domicílios particulares.